# لین مارگولیس
لین مارگولیس (نام زمان تولد لین پترا الکساندرا) (به انگلیسی: Lynn Margulis)،(زاده ۵ مارس ۱۹۳۸–درگذشته۲۲ نوامبر ۲۰۱۱)، نظریه‌پرداز فرگشتی، نویسنده علمی، مربی و مروج و اولین طرفدار مدرن اهمیت درون‌هم‌زیستی در فرگشت اهل آمریکا بود.
جان ساپ تاریخ‌دان گفته‌است: «نام لین مارگولیس مترادف درون‌همزیستی است، همان‌طور که نام داروین مترادف فرگشت است.»